# Claire Yarlett
Claire Yarlett (Engeland, 15 februari 1965) is een Britse actrice.
Yarlett begon in 1984 met acteren in de televisieserie Rituals. Hierna speelde zij nog meerdere rollen in televisieseries en films, het meest bekend is zij van haar rol als Bliss Colby in de televisieserie The Colbys waar zij in 45 afleveringen speelde (1985-1987).

## Filmografie

### Films
- 2007 Game of Life – als Kelly
- 2001 Life as a House – als receptioniste
- 2001 Winning London – als ms. Watson
- 1999 Aftershock: Earthquake in New York – als Nancy Stuart
- 1997 The Heart Surgeon – als Sarah
- 1996 Blackout – als Jenny
- 1994 Stranger by Night – als Sue Rooney
- 1993 Staying Afloat – als Lauren Morton
- 1993 The Disappearance of Christina – als Christina Seldon
- 1991 Perry Mason: The Case of the Fatal Fashion – als  Tanya Sloane

### Televisieseries
Uitgezonderd eenmalige gastrollen.
- 1998-2001 Frasier – als Vicky – 2 afl.
- 1995 University Hospital – als Mac – 6 afl.
- 1994-1995 Robin's Hoods – als MacKenzie Magnuson – 22 afl.
- 1985-1987 The Colbys – als Bliss Colby – 45 afl.